# Lijst van programma's geproduceerd door Skyhigh TV
Dit is een lijst van programma's geproduceerd door Skyhigh TV, een Nederlandse productiemaatschappij
- Jong (1999-2004, 2012) - EO
- De Weddingplanner - EO
- Ik mis je - EO
- Op zoek naar een wonder - EO
- Het Familiediner (2000-heden) - EO
- De Grote Bijbelquiz (2004-heden) - EO
- TV Comeback (2006) - MAX
- De Slimste Mens (2006, 2009, 2012-heden) - Talpa (2006), RTL 4 (2009), NCRV (2012-2015), KRO-NCRV (2015-heden)
- Over Mijn Lijk (2006-heden) - BNNVARA (winnaar Gouden Beeld 2006 als beste informatieve programma)
- Live op visite bij - EO
- Grenzeloos verlangen - EO
- Eten bij de buren (2007) - NMO
- Dierenpolitie (2007) - EO
- Gezocht (2007) - EO
- Joris Pakket Service (2007) - NCRV
- Leraar van het Jaar (2007) - Teleac
- Knevel & Van den Brink (2007-2011) - EO
- De Grootste Royaltykenner van Nederland (2008-2011) - EO
- Model in 1 dag (2008) - Net5
- Fearfighters (2008) - EO
- Op uw gezondheid (2008) - EO
- Gezocht Politie (2008) - Veronica
- Thema-avond zelfmoord (2009) - BNN
- De Bubbel (2010) - BNN
- Hand van God (2010)- RKK
- Zeg 'ns Soaaa (2010) - NCRV
- Stinkend rijk en dakloos (2010) - KRO
- De Nalatenschap (2010-2013) - MAX
- Van Pup tot Geleidehond (2010) - SBS6
- KRO's XXS (2010) - KRO
- KRO's XXL (2011) - KRO
- Hoe is het toch met? (2011-2012) - EO
- De (aller)slechtste chauffeur van Nederland (2011-heden) - BNN (vanaf 2014 RTL 5)
- Melk en Honing (2011-2014) - EO
- Weg van Nederland (2011) - TV Lab - VPRO
- Onder Wibi's Vleugels (2011) - AVRO
- Mag ik u kussen? (2011-2012) - AVRO
- Uit de Kast (Nederland) (2011-2014) - KRO
- Op Vakantie (2011) - SBS6
- Een huis vol (2011-heden) - NCRV
- PS. Tot Volgend Jaar (2011-2012) - BNN
- Toppop3 (2012-2013) - AVRO
- Vier handen op één buik (2012-heden) - BNN(VARA)
- NL maakt het goed (2012-2013) - EO
- BijbelQuiz (2012) - EO/NCRV
- XXY (2012) - KRO
- Liefde voor later (2012) - KRO
- Niet uit de kast (2012) - KRO
- De Wooncorporatie (2012) - NCRV
- Model in 1 dag (2012) - Net5
- De vierling (2012) - Net5
- Hand van God (EK) (2012) - RKK
- De appel valt (2012) - JO
- Kamer 202 (2012-2013) - NTR
- Bekende handen helpen (2012) - SBS6
- De allerslechtste echtgenoot van Nederland (2013) - BNN
- Thema-avond Tienermoeders (2013) - BNN
- winnaar TV-beeld (2013) - BNN
- Het grote racisme experiment (2013) - BNN
- Sprakeloos (2013) - KRO
- XXL 2 jaar later (2013) - KRO
- Bekende handen helpen (2013) - SBS
- Gestalkt (2014-heden) - SBS6
- Thema-avond pesten (2014) - BNN
- Hij is een Zij (2014-heden) - KRO
- PopCafé (2014) - AVRO
- Alle 100 op een rij (2014) - MAX
- Project P: Stop Het Pesten (2014) - RTL
- Rennen voor twee (2015) - EO
- Zo zijn we niet getrouwd (2015) - EO
- Hufterproef (2015) - EO
- Deel je leven (2015) - KRONCRV
- House Rules Holland (2015-heden) - Net5
- Anita wordt opgenomen (2015-heden) - KRO
- Met open armen (2015) - RTL 4
- Lauren! (2015) - AVROTROS
- De nalatenschap (2015) - MAX
- Anti Pest Club (2015) - EO
- Krabbé zoekt van Gogh (2015) - AVROTROS
- Alle 100 op een rij (2016) - MAX
- Overwinnaars (2016) - Net5
- Hier zijn de Van Rossems (2015-heden) - NTR
- De uitdaging (2016) - SBS6
- Danny laat niet los (2016) - EO
- Mud masters VIPS: helden over de hindernis (2016) - SBS6
- De nalatenschap (2016) - SBS6
- 50 ways to kill your mommy (2016) - AVROTROS
- Masters of fear (2016) - VPRO
- Veel geluk (2016) - TV Oost
- De privacytest (2016) - AVROTROS
- Break free (2016) - BNN
- Beste vrienden (2016) - KRO-NCRV
- Krabbé zoekt Picasso (2017) - AVROTROS
- Downtown dinner (2017) - EO
- Depressie gala (2017) - KRO-NCRV
- Gort over de grens (2017) - AVROTROS
- Radio gaga (2017) - BNNVARA
- Dat wordt oorlog (2017) - BNNVARA
- Huizenjacht (2017) - SBS6
- Smart & Dart (2017) - AVROTROS - ZAPP - NPO 3
- Team vermissingen (2017) - SBS6
- Verkracht of niet? (2017) - BNNVARA - NPO 3
- Tweestrijd (2017) - EO - NPO 3
- Een nacht met mijn ex (2017) - BNNVARA - NPO 3
- Krabbé zoekt Gauguin (2017) - AVROTROS - NPO 2
- Papa Jay Legt uit (2017) - KRONCRV - Online
- Niet gezond meer (2018) - NTR - NPO 3
- De grote songfestival test (2018) - AVROTROS - NPO 3
- De grote Nederlandse muziektest (2018) - AVROTROS - NPO 3
- Veel liefs (2018) - Online serie i.o.v. Het Oranjefonds
- Vakking 2018 - NPO 3
- Maatjes gezocht (2018) - Omroep Gelderland
- Anorexia eetclub (2018) - NTR - NPO 3
- Schuldig of niet? (2018) - BNNVARA - NPO 3
- Kerst vier je samen (2018) - Omroep Gelderland
- Zet 'm op! (2018) - NPO 1 - EO
- Diederik en DaVinci (2019) - AVROTROS - NPO 2
- Brieven met Eus (2019) - online serie voor het AD
- Sportlab Sedoc (2019) - AVROTROS - NPO 2
- Break free - MH17 (2019) - BNNVARA - NPO 3
- In de voetsporen van D-Day (2019) - AVROTROS - NPO 2
- Tour de celeb (2019) - Omroep MAX - NPO 1
- Hotel rules (2019) - Net5
- De smaak van Joël (2019) - KRONCRV - NPO 2
- Helden door de modder VIPS (2019) - SBS6
- Proef eenzaamheid (2019) - EO - NPO 1
- Hoe zal ik het zeggen (2019) - RTL 4
- Plastisch fantastisch (2019) - EO
- Aan 't zand (2019) Omroep MAX - NPO 1
- Broeders in Berlijn (2019) - NTR - NPO 2
- Gourmet specials (2019) - 24 Kitchen
- FC de Helden (2020) - KRONCRV - NPO 1
- Langs de Rijn (2020) - Omroep MAX - NPO 2
- Olcay en huiselijk geweld (2020) - NET5
- Au Pairs (2020) - BNNVARA - NPO 3
- Niet alleen (2020) - EO - NPO 1
- In de voetsporen van de bevrijding (2020) - Omroep MAX - NPO 2
- Hard spel (2020) - BNNVARA - NPO 1
- Krabbé zoekt Chagall (2020) - AVROTROS
- Waar doen ze het van? (2020) - EO
- IJsmeesters: Een Koud Kunstje (2021) - SBS6
- Niet klein te krijgen (2023) - BNNVARA[1]
- Mensen Kijken (2023) - EO